# Iker Bravo
Pour les articles homonymes, voir Bravo.
Iker Bravo, né le 13 janvier 2005 à Sant Cugat del Vallès en Espagne, est un footballeur espagnol qui évolue au poste d'avant-centre à l'Udinese Calcio.

## Biographie

### En club
Né à Sant Cugat del Vallès en Espagne, Iker Bravo commence le football à l'âge de cinq ans au CFA Espluguenc avant de rejoindre le FC Barcelone.
Le 28 juillet 2021, il rejoint l'Allemagne en s'engageant en faveur du Bayer Leverkusen. Il doit dans un premier temps être intégré à l'équipe des moins de 19 ans du club.
Bravo joue son premier match en professionnel avec Leverkusen, le 27 octobre 2021, à l'occasion d'une rencontre de coupe d'Allemagne face au Karlsruher SC. Il entre en jeu et son équipe est battue par deux buts à un. Ses débuts, à 16 ans 9 mois et 15 jours, font de lui le plus jeune joueur à faire ses débuts en professionnel pour le Bayer Leverkusen, battant ainsi le record jusqu'ici détenu par Florian Wirtz.
Le 29 août 2022, Iker Bravo rejoint le Real Madrid sous la forme d'un prêt d'une saison avec option d'achat.
Lors de l'été 2023, Bravo voit son prêt au Real Madrid être prolongé d'une saison supplémentaire.
Il se fait notamment remarquer avec l'équipe U19 madrilène en Youth League en marquant deux buts face aux jeunes de l'Union Berlin le 12 décembre 2023, permettant à son équipe de s'imposer (0-2 score final) et de consolider sa place de leader du groupe, synonyme de qualification pour les huitièmes de finale de la compétition.
Le 31 juillet 2024, Iker Bravo quitte définitivement le Bayer Leverkusen et prend la direction de l'Italie afin de s'engager en faveur de l'Udinese Calcio. Il signe un contrat courant jusqu'en juin 2028,.
Bravo marque son premier but pour l'Udinese le 30 octobre 2024, lors d'une rencontre de championnat face au Venezia FC. Titulaire, il délivre une passe décisive pour Sandi Lovrić sur l'ouverture du score avant de marquer six minutes plus tard. Son équipe est toutefois battue ce jour-là (3-2 score final).

### En sélection
Iker Bravo est convoqué avec l'équipe d'Espagne des moins de 19 ans pour participer au Championnat d'Europe des moins de 19 ans en 2024. Après avoir battu l'Italie grâce à un but de Pol Fortuny (0-1 après prolongations), l'Espagne atteint la finale de la compétition. Il est titularisé lors de la finale face à la France, où il s'illustre en ouvrant le score. Les Espagnols s'imposent par deux buts à zéro, et remportent ainsi la compétition,.

## Palmarès
Espagne -19 ans
- Championnat d'Europe
  - Vainqueur en 2024